# Halín
Přírodní památka Halín se rozkládá u vesnice Běstviny západně od silnice I/14 mezi městy Dobruška a Nové Město nad Metují. Území je tvořeno lesním komplexem Halín, ve kterém se nachází Halínský potok a Halínský rybník. Severní část tvoří protáhlá opuková stráň. Předmětem ochrany jsou cenné biotopy a to přirozené eutrofní vodní nádrže s evropsky významnou vegetací typu Magnopotamion nebo Hydrocharition a dubohabřiny asociace Galio-Carpinetum s cílem vytvoření vhodných podmínek pro existenci stabilních populací kuňky ohnivé (Bombina bombina), střevíčníku pantoflíčku (Cypripedium calceolus), čolka velkého (Triturus cristatus), čolka horského (Ichthyosaura alpestris) a dalších zvláště chráněných druhů obojživelníků. Území je rovněž stejnojmennou evropsky významnou lokalitou.

## Fauna a flóra
Kromě výše zmíněných chráněných druhů živočichů se v PP Halín vyskytují i ropucha obecná (Bufo bufo), ropucha zelená (Pseudepidalea viridis), skokan hnědý (Rana temporaria) a skokan skřehotavý (Pelophylax ridibundus). Z chráněných druhů rostlin zde kromě střevíčníku pantoflíčku roste kruštík modrofialový (Epipactis purpurata), medovník meduňkolistý (Melittis melissophyllum), vachta trojlistá (Menyanthes trifoliata) či vemeník dvoulistý (Platanthera bifolia).